# Jessica Beard
Jessica Beard (Estados Unidos, 8 de enero de 1989) es una atleta estadounidense, especialista en la prueba de relevo 4 x 400 metros, con la que llegó a ser tres veces campeona mundial en 2009, 2011 y 2013.

## Carrera deportiva como relevista de 4 x 400 m
En el Mundial de Berlín 2009 gana el oro por delante de las jamaicanas y británicas, al igual que en el Mundial de Daegu 2011 también por delante de las jamaicanas y británicas, y en el Mundial de Moscú 2013 quedaron por delante de las británicas y las francesas que ganaron el bronce.